# Javier Murguialday
Javier Murguialday Chasco (Salvatierra, 4 febbraio 1962) è un ex ciclista su strada spagnolo.
Professionista dal 1986 al 1994, in carriera vanta una vittoria di tappa al Tour de France.

## Palmarès

### Strada
- 1989 (BH, una vittoria)

2ª tappa Vuelta a los Valles Mineros
- 1992 (Amaya Seguros, due vittorie)

Classifica generale Challenge de Mallorca
2ª tappa Tour de France (San Sebastián > Pau)

#### Altri successi
- 1985 (Dilettanti)

Memorial Valenciaga

## Piazzamenti

### Grandi Giri
- Tour de France

1987: ritirato (7ª tappa)
1988: 114º
1989: 48º
1991: 22º
1992: 26º
1993: 95º
- Vuelta a España

1989: 22º
1990: 27º
1991: ritirato (1ª tappa)
1992: 31º
1993: 16º
1994: 48º

### Classiche monumento
- Milano-Sanremo

1990: 38º
1992: 95º
- Liegi-Bastogne-Liegi

1990: 84º

### Competizioni mondiali
- Campionati del mondo

Stoccarda 1991 - In linea Professionisti: 49º
Benidorm 1992 - In linea Professionisti: ritirato